# О происхождении и деяниях гетов
«О происхождении и деяниях гетов» (лат. De origine actibusque Getarum), или «Гетика» (лат. Getica) — исторический трактат Иордана (Jordanes), известный более под именем Иорнанда, рассказывающий о древнем мире, в том числе и о гетах, написанный в VI веке.
Д. С. Коньков приводит цитату А. С. Кристенсена, который

«…ставит слова Иордана под сомнение: Иордан (как и, очевидно, Кассиодор) смешивает историю гетов, скифов и готов, свободно варьируя эти этнонимы и осуществляя их взаимную подмену; тем самым формируя искусственный псевдоисторический конструкт, основанный исключительно на мозаичном сочетании сведений Греко-римской историографии. Собственно готы появляются на страницах „Гетики“ не ранее правления Валериана и Галлиена (вторая половина III в.)…», что ставит под сомнение многие приведенные в «Гетике» свидетельства.— Д. С. Коньков. «Гетика» Иордана — Готское историческое предание или конъюнктура эпохи: современное состояние изучение проблемы, 2012.

## География
Византийский историк Иорданес (Jordanes, Иордан) предполагает, что Земля представляет собой круг (лат. terrae circulum), окруженный Океаном и разделённый на три части — на Азию (Asia), Европу (Eoropa) и Африку (Africa).
Со всех сторон земной круг омывается Океаном, частью которого является Индийский океан (Indico Oceano) и Арктический океан (Oceani arctoi). Также упомянут Гадитанский пролив, Германское (Germanicum mare), Понтийское (Ponto) и Каспийское море (mare Caspium).
Горы названы Альпы (Alpes), Сарматские (Sarmaticis montibus), Таврические, Кавказские и Рифейские.
В свою очередь в Европе он выделяет Испанию (Spania), Галлию (Gallia), Германию (Germania) и Скифию (Scythia), а также такие области как Паннония (Pannonia), Дакия (Dacia), Мёзия (Moesia), Фракия (Thracia), Македония (Macedonia), Греция (Grecia), Италия (Italia).
Азия представлена Арменией (Armenia), Галатией (Galatia), Ионией (Ionia), Киликией (Cilicia), Писидией (Pisidia), Сирией (Syria) и Персией.

### Острова
Помимо трёх континентов суша представлена островами, заметными из которых являются Британия (Brittania), Киклады, Балеарские острова, Силефантина (Silefantina), Гиппод (Hyppod), Ямнесия (Iamnesia), Тапробана (Taprobana), Туле и Скандзы (Scandza).
Из жителей Британии Иордан упоминает смуглых силуров и рыжеволосых каледонцев.

#### Скандза
Остров Скандза расположен в Северном океане. С востока он ограничен Коданским (Codano) заливом, а с запада Германским морем и лежит напротив Вистулы. Там за полярным кругом обитают адогит (Adogit), затем охотники скререфенны (Screrefennae), потом коневоды суэханс (Suehans). Далее перечислены народы равнины: тевсты (Theustes), вагот (Vagoth), бергио (Bergio), халлин (Hallin), лиотида (Liothida). Следующим списком идут ахельмил (Ahelmil), финнаиты (Finnaithae), фервир (Fervir), гаутигот (Ganthigoth), миксы, евагры, отингис (Otingis), остроготы, раумариции (Raumarici), эрагнариции, финны, граннии, аугандзы (Augandzi), евниксы, тэтель (Taetel), руги, арохи, рании.

### Скифия
Границами Скифии (Scythia) по Иордану служат реки Вистула, Тизия (Tisia), нижний Истр, берега Понтийского и Каспийского морей, а также Кавказские горы (Caucasum montem) и река Аракс.
С запада Скифию ограничивает Германия, с юга Персия (Persida), Албания (AIbania) и Иберия (Hiberia), а с востока — страна серов.
Среди скифских рек названы Тир, Данастр, Вагосола (Vagosola — Южный Буг?), Данапр (Danapr).
Посреди Скифии расположены Рифейские горы (Riphei), из которых вытекает река Танаис и впадает в Меотиду (Meotida).
Народы Скифии: гепиды (в Дакии), спалы (? gentem Spalorum), венеды, анты (Antes — между Днестром и Днепром), склавины (Sclaveni — между Днестром и Вислой), эсты (Aesti), акациры, булгары, гунны (в том числе савиры и хунугуры), серы (на берегу Каспийского моря).
Города Скифии: Ольвия, Феодосия, Херсонес.

## Древняя история
Самым ранним историческим деятелем Иордан называет египетского царя Везосиса, с которыми в незапамятные времена воевали готы Танаузиса. Затем Марпесия учреждает на Кавказе царство амазонок, которое совершало нападения на земли Армении, Сирии и Киликии. Хронологически это совпадало со временем Троянской войны. Далее Иордан повествует о войне Кира с Томирис, а позже об Александре Великом, Сулле и Цезаре.
Самые поздние исторические персонажи, упомянутые в труде, суть Юстиниан и Велизарий.

## История готов
Скандзы (Scandzae) лежат напротив реки Вистулы (Vistulae), которая вытекает из Сарматских гор и отделяет Скифию (Scythia) от Германии (Germania). Из острова Скандзы происходят готы, которые переправились на материк при короле Бериге. Там они потеснили местное племя ульмеругов (Vlmerugorum) и подчинили живущих с ними по соседству вандалов. При Филимере (Filimer) — 5 от Берига (Berig) короле — готы (Gothi) двинулись в Скифию.
При Германарихе, славнейшем из Амалов, готы покорили племена: 1. гольтескифов (Golthescytha), 2. тиудов (Thiudos), 3. инаунксов (Inaunxis), 4. васинабронков (Vasinabroncas), 5. меренс (Merens), 6. морденс (Mordens), 7. имнискаров (Imniscaris), 8. рогов (Rogas), 9. тадзанс (Tadzans), 10. атаул (Athaul), 11. навего (Navego), 12. бубегенов (Bubegenas), 13. колдов (Coldas), 14. герулов (gentem Herulorum, возле Меотиды), а также 15. венедов (Venethos) и 16. эстов (Aestorum, на берегу Германского океана - Oceani Germanici).
Однако его держава пала под натиском малорослых гуннских всадников под предводительством Баламбера, перебравшихся в Скифию вброд по дну Меотского болота вслед за оленем. Некоторую роль в ослаблении Германариха сыграла месть братьев за убийство женщины из племени росомонов. При императоре Валенте готы поселились в Романии (Romania). Первоначально готы стали федератами римских императоров, но при Аларихе они подняли восстание и через Паннонию вторглись в Италию и захватили Рим.
Далее Иордан повествует об Аттиле, который установил контроль над всей Скифией и собрал под своим началом до 500 тысяч воинов из разных племён. На Каталаунских полях произошла эпохальная битва между гуннами Аттилы с одной стороны и объединённым под началом Аэция войском из римлян, готов и алан. В той битве погибло до 165 тысяч воинов с обеих сторон, так что оба войска были сильно ослаблены. Аттила разорил Аквилею и Медиолан, но на Рим идти не решился.
Окончательное поражение гунны потерпели в битве при Недао, в результате которой погиб их предводитель Эллак, а сами они вынуждены были отступить к берегам Понтийского моря. В результате этого сражения гепиды закрепились в Дакии, а готы в Паннонии. При Теодорихе готы перенесли центр своего королевства в Италию (Равенна). При этом Теодорих считался покровителем римского народа и номинально признавал власть Восточного императора как второго после Бога. Воспользовавшись насильственной сменой власти в королевстве остготов, император Юстиниан предпринял попытку восстановить власть над Италией с помощью Велизария.

## История вандалов
Вандалы жили к западу от готов. Во времена императора Константина они поселились в Паннонии, а затем, по приглашению Стилихона, переселились в Галлию.

## Издания на русском языке
- Иордан. О происхождении и деяниях гетов = Getica / Вступительная статья, перевод, комментарий Е. Ч. Скржинской. — М.: Издательство восточной литературы, 1960. — 436 с. — («Памятники средневековой истории народов Центральной и Восточной Европы»).
- Иордан. О происхождении и деяниях гетов = Getica / Вступ. ст., пер. с латин., коммент. Е. Ч. Скржинской. — 2-е изд., испр. и доп. — СПб.: Алетейя, 1997. — 505 с. — («Византийская библиотека». Источники). — ISBN 5-89329-030-1.